# Fotocamera digitale

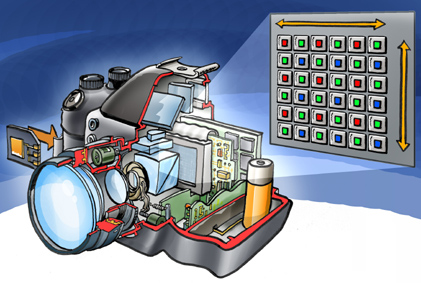
Schema di una fotocamera digitale

La fotocamera digitale è una normale fotocamera, che invece della pellicola usa un sensore digitale elettronico fotosensibile (CCD o CMOS), detto anche sensore fotografico, in grado di acquisire la stessa immagine ottica di un obiettivo, convertendola prima in segnali elettrici e poi in una sequenza di informazioni digitali che verranno elaborate adeguatamente, per formare un file di immagine adatto all'archiviazione (RAW, DNG, JPEG, ecc).
La fotocamera digitale è dunque una "fotocamera elettronica", che in ogni caso necessita di energia elettrica per funzionare, e che solitamente è accessoriata di una batteria ricaricabile. Per questo motivo, la maggior parte di quei meccanismi meccanici che erano tipici della fotografia a pellicola, sono stati via-via trasformati in elettronici, a volte, a scapito di un maggior consumo, altre volte a vantaggio di molte funzionalità generali. 

## Storia
Il primo prototipo è del 1975 e venne ideato da Steven Sasson, un ingegnere della Kodak, sfruttando un sensore CCD che però converte la luce in un segnale elettrico di tipo analogico.
Quindi, è solo nel 1981 la nascita ufficiale della fotografia digitale, con la Sony Mavica (Magnetic videocamera, o videocamera magnetica), che registra le immagini su un floppy-disk.
Nel 1988 esce la prima fotocamera completamente digitale, la Fuji DS-1P con sensore CCD e memoria su flash card removibili.
Nel 1991 la Kodak collabora con la Nikon ed esce la prima reflex con dorso digitale, una F3 nominata DSC-100; e nel 1992 esce la DSC 200 con il corpo della Nikon F801. Gli stessi dorsi, Kodak li monta anche su alcune fotocamere Canon, denominate DSC 520 e 560.
Ma è solo nel 1999 che esce la prima reflex DSLR ufficiale, concepita per la fotografia digitale, la Nikon D1 con sensore APS (crop) e nuovo sistema D completamente integrato col precedente sistema di ottiche AF e accessori del piccolo formato.
Nel gennaio 2000 segue la Fujifilm con la prima della serie S-Pro, la FinePix S1 Pro, a cui seguono la S2 (2002), la S3 (2004) e la S5 (2006), tutte con sensore Super CCD in formato APS, con 6 Mega pixel e 12 Mp, con rispettivamente il corpo Nikon N60, F80, F80 e D200 e dunque con baionetta F (di Nikon).
Nel maggio 2000 segue la Canon EOS D30 con sensore APS-C da 3 Mp.
Nel 2006 la Leica porta nel mondo digitale la serie M a telemetro, inizialmente con la Leica M8 e la M8.2, ma con sensori APS-H 28x18,6 mm, e poi con la Leica M9 con sensore full frame.

## Descrizione

### Definizione
Secondo le regole attuali del mercato, un parametro distintivo delle fotocamere è quello del numero di pixel del sensore, ovvero un valore che dovrebbe indicare la definizione dell'immagine, ma non lo fa correttamente. Per ottenere una buona immagine definita, risulta essere importante un'ottica di qualità, un sensore che abbia un buon rapporto segnale/rumore, una buona gamma dinamica ed infine, in funzione delle esigenze di stampa, si sceglierà la definizione del sensore.
Si indica come definizione, la quantità di pixel prodotti in uscita dal sensore. Nella fotografia stampata invece si conta la risoluzione che è data dal numero di punti di inchiostro per pollice e che viene decisa dal driver della stampante in base alla qualità della carta che si ha a disposizione. Ovviamente fotocamere con sensori più potenti, produrranno immagini più grandi (cioè con numero di pixel maggiore) e che quindi potranno essere stampate con più pixel in ogni pollice (fino a un massimo di 300 ppi).

### Il sensore
Il sensore è analogo a quello utilizzato nelle videocamere portatili. Sempre e comunque si tratta di dispositivi fotosensibili elettronici costituiti da una matrice di fotodiodi in grado di trasformare un segnale luminoso in uno elettrico. Impiegando il CCD, la conversione del livello di luce in dato digitale avviene necessariamente all'esterno del sensore, ad opera di un chip dedicato; nel CMOS, la conversione avviene direttamente all'interno del chip/sensore, ed ogni fotodiodo ha il proprio amplificatore e convertitore A/D. In entrambi i casi, viene generato un flusso di dati digitali, atti ad essere immagazzinati, in vari formati, sui supporti di memoria. In termini di qualità, riferita a prodotti di consumo, una tecnologia non prevale sull'altra, e solo su sistemi ai massimi livelli, il CCD risulta qualitativamente ancora superiore, responsabili sono gli innumerevoli amplificatori e convertitori implementati nella matrice del chip CMOS insieme ai fotodiodi, i parametri dei quali possono discostarsi anche di pochissimo uno dall'altro, cosa che non succede nel CCD, avendo la possibilità di convertire gli innumerevoli livelli del segnale luminoso tramite un chip dedicato, ottimizzato per questa funzione. Gli svantaggi del CCD rispetto al CMOS sono i maggiori costi di produzione, una maggiore lentezza di lavoro, il maggiore ingombro e un maggior consumo di energia.
Nella fotocamera digitale, l'immagine viene messa a fuoco sul piano del sensore. I segnali così catturati vengono amplificati e convertiti in digitale. A questo punto i dati digitali sono in forma grezza (raw) e - così come sono - possono essere memorizzati su un file per una successiva elaborazione in studio, con altri apparecchi informatici. Successivamente il processore di immagine interno alla fotocamera trasforma questi dati, cioè calcola le componenti primarie mancanti su ogni pixel (RGB) e rende compatibili i dati di immagine con i normali sistemi di visualizzazione di immagini (generalmente nel formato JPEG o TIFF a seconda delle esigenze per le quali è destinata la fotocamera) ed infine immagazzina il file elaborato in una memoria a stato solido (ordinariamente dal punto di vista tecnologico si tratta di EEPROM di tipo Flash, mentre i formati con cui sono messe in commercio sono diversi (CF, XD, SD, MMC, Memory stick, ecc). Le schede contengono generalmente un rilevante numero di immagini, la quantità dipende dalle dimensioni della singola immagine, dalla modalità di registrazione e dalle dimensioni della memoria.

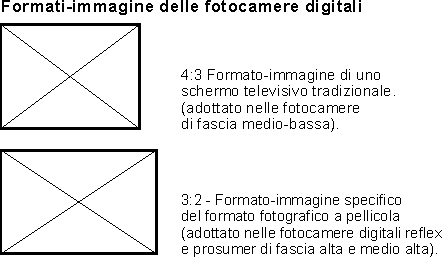
Proporzioni delle immagini che si ottengono con gli attuali sensori nelle macchine fotografiche digitali

La risoluzione totale del sensore si misura in milioni di pixel totali (Megapixel).
Un pixel è l'unità di cattura del sensore: rappresenta cioè la più piccola porzione dell'immagine che la fotocamera è in grado di catturare su una matrice ideale costruita sul sensore CCD.
Le proporzioni delle immagini che si ottengono con gli attuali sensori (o attraverso elaborazioni del processore d'immagine interno alla fotocamera), sono usualmente 3:2 e 4:3, anche se dispositivi dotati di fotocamera come gli smartphone possono produrre immagini in formati panoramici, come il 16:9.
Moltiplicando il valore in pixel della risoluzione orizzontale per quello della risoluzione verticale si ottiene il numero totale di pixel che la fotocamera è in grado di distinguere in una immagine.
Le caratteristiche che attribuiscono qualità ai sensori sono:
- Elevato rapporto segnale rumore.

Questo fenomeno si evidenzia in modo particolare nelle riprese a bassa luminosità dove possono comparire degli artefatti di immagine dovuti a segnali derivanti dal rumore elettrico di fondo degli elementi fotosensibili;
- Elevata gamma dinamica. Questo parametro indica l'ampiezza dell'intervallo di luminosità dal minimo registrabile al massimo registrabile prima che l'elemento fotosensibile vada in saturazione.
- Elevato numero di pixel. L'elevata quantità di elementi fotosensibili garantisce un elevato dettaglio di immagine, ma sorgono problemi di velocità nel trasferimento dei dati al processore d'immagine. Maggiore è la risoluzione, maggiore è il numero di pixel, maggiore sarà quindi la quantità di dati da trasferire e dunque, a parità di velocità di trasmissione, maggiore sarà il tempo necessario a trasferire i dati al processore d'immagine e la successiva registrazione dell'immagine. Alcuni produttori hanno studiato sensori con 4 bus dati di uscita dal sensore che trasmettono in parallelo i dati di immagine al processore della fotocamera.
- Capacità di non trattenere ombre sul sensore relative a riprese precedenti. Questo problema si incontra prevalentemente nei sensori di tipo CMOS e richiede che i costruttori adottino strategie per ottenere una sorta di cancellazione elettronica del sensore fra la ripresa di un'immagine e l'altra;
- Capacità del sensore di non produrre artefatti derivanti da interferenze (effetto moiré) fra i pixel in particolari condizioni di ripresa;
- Dimensione fisica del sensore a parità di pixel (e quindi a parità di risoluzione). Se la dimensione fisica del sensore è elevata a parità di numero di pixel questo comporta ovviamente una maggiore dimensione fisica dei pixel o dei photosite (per un chiarimento sui termini photosite, pixel e elemento fotosensibile vedi il paragrafo "Numero di Pixel e qualità delle immagini" della voce correlata Fotografia digitale). Tale fatto rende maggiormente sensibili gli elementi dei photosite (pixel) garantendo un miglior rapporto segnale/rumore. Ad esempio vi sono sensori da 6 MP (f.to 4:3) con dimensione 1/2,7” che hanno una dimensione di 5,371 mm x 4,035 mm (diagonale = 6,721 mm), mentre altri sensori da 6 MP hanno dimensioni 1/1,8” e dimensione di 7,176 mm x 5,319 mm (diagonale = 8,933 mm). In termini di rumore e di sensibilità la qualità del sensore è normalmente maggiore nel sensore più grande.

I sensori di alcune fotocamere REFLEX professionali hanno il sensore di formato 3:2 ed un rapporto 1:1 con il fotogramma della pellicola (Full-Frame), una dimensione quindi di 24x36 mm. Con queste dimensioni – oltre ad avere un basso rumore, risulta possibile garantire che l'angolo di campo delle ottiche non sia alterato (rapporto 1:1 fra angolo di campo della fotocamera con sensore e quella a pellicola).
La qualità dell'immagine tuttavia è importante relativamente alla modalità di fruizione: se le immagini si utilizzano a video non ha molta rilevanza la risoluzione, ma se si intendono realizzare stampe di grande formato allora la risoluzione diventa un parametro da tenere presente.
Tanto più si vorrà effettuare una stampa grande di una foto digitale, tanto più la fotocamera dovrà produrre immagini ad una risoluzione elevata. Ecco alcuni esempi:
- Una foto in formato standard da 14 cm di larghezza necessita di 1.2-2 megapixel di risoluzione per risultare pari ad un prodotto di una macchina fotografica tradizionale;
- Per stampare su di un foglio A4 sono necessari dai 2 ai 3 megapixel;
- Per realizzare un poster da 60–70 cm sono consigliabili risoluzioni non interpolate di più di 5 megapixel;

#### Interpolazione
Altro parametro a cui andrebbe rivolta una certa importanza da chi della fotografia vuol fare qualcosa più di un hobby è la questione dell'interpolazione.
Tale tecnica matematica viene infatti utilizzata in due modalità diverse a volte contemporaneamente sulla stessa fotocamera:
- nelle fotocamere a bassa risoluzione si utilizza per generare dei pixel ulteriori a quelli catturati dal sensore generandone il valore di cromia per portare ad esempio una risoluzione di una fotocamera da 3 Mpixel a 4 Mpixel. Il procedimento in realtà non aggiunge informazioni vere all'immagine, ma rende meno evidente la quadrettatura dovuta al pixel se si volesse ingrandire l'immagine oltre il consentito. È un procedimento usato anche negli scanner attraverso un'elaborazione software.
- In tutte le fotocamere che adottano un sensore con Color Filter Array si usa l'interpolazione per generare in ogni pixel le due componenti cromatiche mancanti, in questo caso si tratta propriamente di interpolazione cromatica.

In merito a quest'ultima modalità infatti va detto che il sensore - composto da milioni di elementi fotosensibili - solo nel suo complesso cattura informazioni riguardanti le tre componenti RGB (Red-Green-Blue) (Rosso-Verde Blu) che compongono la luce della scena focalizzata sulla sua superficie. Quasi tutti i sensori, anche se con modalità diverse, hanno i photosite (che normalmente hanno un solo photodetector per photosite) che catturano una sola componente cromatica della luce. Sulla superficie del sensore infatti è collocato un filtro a mosaico denominato Color Filter Array (CFA), il più diffuso è di tipo Bayer che a sua volta può presentare diverse varianti sul numero dei colori che vengono filtrati (3 o 4) e sulla disposizione dei colori sul mosaico. Il più comune è quello denominato GRGB che ha il 50% dei photodetector che catturano il Verde (G), il 25% che catturano il Rosso (R) ed il rimanente 25 % che catturano il Blu (B).
Per ottenere una adeguata fedeltà cromatica dell'intera immagine, ogni pixel registrato in un file grafico a colori (fa eccezione il file di tipo Raw) deve contenere le informazioni cromatiche di tutte e tre le componenti RGB della luce incidente su ogni pixel. Questo perché la riproduzione delle immagini luminose avviene per mescolanza additiva delle tre componenti primarie della luce. Poiché ogni photodetector ne cattura solo una di queste (R, G o B), non può fornire tutti i dati per la formazione del pixel, così le altre due informazioni cromatiche vengono calcolate dal processore d'immagine attraverso un procedimento matematico (algoritmo di demosaicizzazione – demosaicing). Solo così il pixel, inteso come raggruppamento dei dati cromatici della più piccola porzione che forma l'immagine, può concorrere ad una rappresentazione fedele dei colori dell'immagine.
Diversamente avviene per. es. in alcuni scanner ed in alcune fotocamere dove:
- l'interpolazione serve ad aumentare in modo artificiale il numero di pixel senza che vi sia riferimento a nessun oggetto reale;
- e nei quali la risoluzione vera è quella ottica, non quella ottenibile via software,

nelle fotocamere digitali il processo interpolazione cromatica comune a tutte quelle dotate di CFA consiste nel calcolare il valore delle due componenti cromatiche mancanti su ogni pixel a partire normalmente dai valori contigui al pixel in questione aventi la stessa componente cromatica che si intende calcolare. L'approssimazione – peraltro abbastanza precisa - è quindi sul dettaglio cromatico dell'immagine e si consideri che comunque una delle tre componenti è realmente rilevata da ogni pixel.
Al momento (aprile 2009) in commercio risulta esservi un solo sensore, prodotto da Foveon, che cattura le tre componenti RGB su un unico photosite. Questo viene montato su alcuni modelli di fotocamere, ma la sua diffusione è più ridotta rispetto ai sensori dotati di C.F.A. Una precisa distinzione fra pixel, photosite e elemento unitario fotosensibile=photodetector) si trova nel paragrafo Numero di Pixel e qualità delle immagini della voce correlata fotografia digitale. Invece un approfondimento sulle diverse modalità di formazione delle immagini nelle fotocamere digitali, sulla formazione dei file delle immagini per interpolazione in base alle esigenze di profondità colore e sulla elaborazione dei file Raw, si trova alla voce Raw (fotografia)

#### Risoluzioni e Megapixel
In tabella alcune delle risoluzioni più diffuse, con alcune delle fotocamere che li utilizzano:
| Larghezza (pixel) | Altezza (pixel) | Aspect ratio     | Dimensioni immagine (pixel) | Megapixel | Fotocamere di esempio |
| ----------------- | --------------- | ---------------- | --------------------------- | --------- | --- |
| 320               | 240             | 4:3 aspect ratio | 76.800                      | 0,08      | Prototipo di fotocamera digitale di Steven Sasson (1975) |
| 570               | 490             |                  | 279.300                     | 0,28      | Sony Mavica su floppy disk (1981) |
| 640               | 480             | 4:3 aspect ratio | 307.200                     | 0,3       | Apple QuickTake 100 (1994) |
| 832               | 608             | 4:3 aspect ratio | 505.856                     | 0,5       | Canon Powershot 600 (1996) |
| 1.024             | 768             | 4:3 aspect ratio | 786.432                     | 0,8       | Olympus D-300L (1996) |
| 1.280             | 960             | 4:3 aspect ratio | 1.228.800                   | 1,3       | Fujifilm DS-300 (1997) |
| 1.280             | 1.024           | 5:4              | 1.310.720                   | 1,3       | Fujifilm MX-700 / Leica Digilux (1998), Fujifilm MX-1700 (1999) / Leica Digilux Zoom (2000)                                                                                           |
| 1.600             | 1.200           | 4:3 aspect ratio | 1.920.000                   | 2         | Nikon Coolpix 950 |
| 2.012             | 1.324           | 3:2 aspect ratio | 2.663.888                   | 2,74      | Nikon D1 |
| 2.048             | 1.536           | 4:3 aspect ratio | 3.145.728                   | 3         | Canon PowerShot A75, Nikon Coolpix 995 Epson 3100z |
| 2.272             | 1.704           | 4:3 aspect ratio | 3.871.488                   | 4         | Olympus Stylus 410 |
| 2.464             | 1.648           | 3:2 aspect ratio | 4.060.672                   | 4,1       | Canon 1D |
| 2.640             | 1.760           | 3:2 aspect ratio | 4.646.400                   | 4,7       | Sigma SD14, Sigma DP1 (4.646.400 photosite, 14 Mega photodetector, 3 photodetector per photosite, ogni photosite fornisce i 3 dati RGB che costituiscono un pixel; sensore Foveon X3) |
| 2.560             | 1.920           | 4:3 aspect ratio | 4.915.200                   | 5         | Olympus E-1, Sony Cyber-shot DSC-F707, Canon PowerShot A460 |
| 2.816             | 2.112           | 4:3 aspect ratio | 5.947.392                   | 6         | Olympus Stylus 600 Digital |
| 3.008             | 2.000           | 3:2 aspect ratio | 6.016.000                   | 6         | Nikon D40, D50, D70, D70s, Pentax K100D |
| 3.072             | 2.048           | 3:2 aspect ratio | 6.291.456                   | 6,3       | Canon 300D, Canon 10D |
| 3.072             | 2.304           | 4:3 aspect ratio | 7.077.888                   | 7         | Olympus FE-210 |
| 3.456             | 2.304           | 3:2 aspect ratio | 7.962.624                   | 8         | Canon 350D |
| 3.264             | 2.448           | 4:3 aspect ratio | 7.990.272                   | 8         | Olympus E-500, Olympus SP-350, Canon PowerShot A720 IS |
| 3.504             | 2.336           | 3:2 aspect ratio | 8.185.344                   | 8,2       | Canon 30D, Canon 1D II, Canon 1D II N |
| 3.520             | 2.344           | 3:2 aspect ratio | 8.250.880                   | 8,25      | Canon 20D |
| 3.648             | 2.736           | 4:3 aspect ratio | 9.980.928                   | 10        | Olympus E-410, Olympus E-510, Panasonic FZ50 |
| 3.872             | 2.592           | 3:2 aspect ratio | 10.036.224                  | 10        | Nikon D40x, Nikon D60, Nikon D200, Nikon D80, Pentax K10D, Pentax K200D, Sony Alpha A100                                                                                              |
| 3.888             | 2.592           | 3:2 aspect ratio | 10,077,696                  | 10,1      | Canon 400D, Canon 40D |
| 4.064             | 2.704           | 3:2 aspect ratio | 10.989.056                  | 11        | Canon 1Ds |
| 4.000             | 3.000           | 4:3 aspect ratio | 12.000.000                  | 12        | Canon Powershot G9, Fujifilm FinePix F100fd, Canon Digital IXUS 960 IS |
| 4.256             | 2.834           | 3:2 aspect ratio | 12.052.992                  | 12,1      | Nikon D3, Nikon D700 |
| 4.272             | 2.848           | 3:2 aspect ratio | 12.166.656                  | 12,2      | Canon 450D |
| 4.288             | 2.848           | 3:2 aspect ratio | 12.212.224                  | 12,2      | Nikon D2Xs/D2X, Nikon D300, Nikon D90 |
| 4.368             | 2.912           | 3:2 aspect ratio | 12.719.616                  | 12,7      | Canon 5D |
| 4.672             | 3.104           | 3:2 aspect ratio | 14.501.888                  | 14,5      | Pentax K20D |
| 4.928             | 3.264           | 3:2 aspect ratio | 16.084.992                  | 16,3      | Pentax K-5 II |
| 4.992             | 3.328           | 3:2 aspect ratio | 16.613.376                  | 16,6      | Canon 1Ds II, Nikon D4 |
| 5.184             | 3.456           | 3:2 aspect ratio | 19.200.000                  | 18        | Canon EOS 7D, Canon EOS 550D, Canon EOS 60D |
| 5.616             | 3.744           | 3:2 aspect ratio | 21.026.304                  | 21        | Canon 1Ds III, Canon 5D Mark II |
| 6.048             | 4.032           | 3:2 aspect ratio | 24.385.536                  | 24,4      | Sony Alpha 900, Nikon D3X |
| 7.360             | 4.912           | 4:3 aspect ratio | 36.152.320                  | 36,2      | Nikon D800, Nikon D800E |
| 7.212             | 5.142           | 4:3 aspect ratio | 39.031.344                  | 39        | Hasselblad H3D-39 |
| 7.264             | 5.440           | 4:3 aspect ratio | 39.516.160                  | 40        | Pentax 645D |
| 7952              | 5304            | 4:3 aspect ratio | 42.177.408                  | 42,4      | Sony ILCE-7RM2, Sony ILCE-7RM3 |
| 8.176             | 6.132           | 4:3 aspect ratio | 50.135.232                  | 50,1      | Hasselblad H3D-50 |
| 8.984             | 6.732           | 4:3 aspect ratio | 60.480.288                  | 60,5      | Phase One P65+ Hasselblad H4D-60 |

#### Dimensioni fisiche del sensore

Le dimensioni dei sensori più diffusi a confronto

Il sensore ottico digitale ha determinate misure, che non sono proporzionali con la risoluzione del sensore, anche se determinate dimensioni del sensore ne limitano la risoluzione massima.
I sensori possono avere dimensioni fisiche paragonabili a quelli della pellicola 35 mm (Full Frame di 24x36 mm), ma anche di tipo APS Advanced Photo System con i corrispettivi digitali APS-C (24x16 mm) e APS-H (27x18 mm), tipicamente usati nelle fotocamere Reflex e Mirrorless. Esistono anche altri Sensori con dimensioni inferiori: quello più conosciuto è circa 1/4 della superficie Full, ma con un formato 4/3 (17.3x13 mm), infatti vengono nominati Micro Quattro Terzi (MTF), mentre l'altro con dimensione 1" (13,2x8.8 mm) è in formato 3/2 o Fotografico. La maggior parte dei sensori per le "Compatte" (o tascabili) vengono classificati in frazioni di pollice (1/2,5", 1/1,8", 1/1,7" e 1/1,6") in quanto derivati dalla Video-ripresa CRT di qualche anno fa (1980) e dove il formato è 4/3, ma la dimensione reale è circa 2/3 della dimensione nominale in Pollici: un sensore nominale da 1/2,5" in realtà misura circa 5.4x4 mm ed è quello con le dimensioni minori.  Ad un livello Professionale si trovano i Sensori Medio Formato con dimensioni da 33x44 mm a 56x42 mm in vari formati: 1/1, 3/2 e 4/3.

## Memorie
Una volta convertito il segnale in arrivo dal sensore (CCD o C-MOS) ed elaborato dal processore d'immagine, la fotocamera registra un file contenente l'immagine scattata su una memoria gestibile dall'utente. Alcune fotocamere economiche dispongono di una memoria interna di salvataggio immagini, alla quale normalmente è sempre possibile aggiungerne una esterna.
Dal punto di vista tecnologico - quel punto di vista che specificamente si occupa di conoscere la modalità di immagazzinamento dei dati elementari su un supporto di memoria - va detto che il tipo di memorie prevalentemente usato è di tipo EEPROM flash (Electrically Erasable and Programmable Read Only Memory - flash). La tecnologia "flash" consente di accedere alle celle di memoria per blocchi, o aree, rendendo più rapido il processo di lettura-scrittura-cancellazione). Per questo occorre distinguere fra la tecnologia costruttiva degli elementi di memorizzazione (per tutte le schede di memoria si tratta, come visto, di EEPROM-flash) e i formati con cui vengono prodotte le schede di memoria. I formati di scheda di memoria realizzati con celle a semiconduttore utilizzati dalle case costruttrici di fotocamere digitali, sono principalmente:
- CompactFlash
  - Compactflash Extreme III
  - Compactflash Ultra
  - Compactflash Ultra II
  - Compactflash Ultra Speed
- Memory Stick
- MultiMedia (MMC)
- SD (secure digital)
  - mini-SD
  - TransFlash (o micro-SD)
- SmartMedia
- XD - xD tipo M - xD tipo H (foto panoramiche per le Olympus e Fujifilm)

Vi sono poi schede di memoria come la seguente:
- Microdrive

le quali non sono riconducibili a celle a semiconduttore, bensì a supporti magnetici dello stesso tipo degli hard disk dei PC, ma che per contro adottano lo stesso formato delle memorie a semiconduttore. Nel caso delle Microdrive il formato è quello delle C.F. CompactFlash
Invece altri formati, inoltre, come il:
- miniCD-ROM

fanno riferimento ad un supporto ottico di memorizzazione (mini-CD). Tecnica di memorizzazione oggi sostanzialmente abbandonata, ma che prevedeva nelle fotocamere l'incorporazione di un masterizzatore per mini-CD.
Un elenco completo può essere trovato alla voce Scheda di memoria.

## Formati di salvataggio delle immagini
I formati utilizzati nelle fotocamere digitali per il salvataggio delle immagini sono:
- JPG: il più usato nelle fotocamere economiche. Permette di salvare grandi immagini in file di piccole dimensioni, pur perdendo dettagli all'occhio impercettibili ma che rischiano di diventare evidenti in caso sia necessario effettuare successive manipolazioni di fotoritocco all'immagine salvata. Si tratta di un formato compresso di tipo LOSSY, ovvero con perdita di dati.
- TIFF: formato in grado di salvare immagini senza perdita di informazioni. Il salvataggio può essere non compresso o compresso di tipo LOSSLESS. Si può osservare come questo formato, se si sfrutta la compressione, produca immagini identiche alle BMP ma della dimensione di una BMP compressa con ZIP.
- BMP: formato di salvataggio poco utilizzato, per via del fatto che il file è di dimensioni piuttosto elevate. Le immagini possono essere salvate con una profondità di colore di 16, 24 e 32 bit senza nessun tipo di compressione.
- Raw: formato utilizzato dai professionisti e dai fotoamatori evoluti. Una fotocamera settata per salvare il formato Raw di una istantanea salverà nella memoria utente esattamente l'output digitalizzato ottenuto dal sensore della fotocamera stessa, senza alcun tipo di modifica se non la conversione Analogico/Digitale (conversione A/D). I dati dovranno essere quindi ricomposti su un computer secondo specifici protocolli della casa madre definiti per lo specifico sensore utilizzato. Solo successivamente le immagini così ricomposte ed eventualmente regolate in luminosità ed altro, saranno convertibili ed utilizzabili in qualsiasi formato conosciuto.

### Vantaggi dei file Raw
Il principale vantaggio del Raw va ricercato nella modalità di registrazione del file e nelle possibilità di elaborazione che esso offre successivamente allo scatto.
Un file Raw durante la conversione da analogico a digitale è normalmente campionato almeno a 12 bit per canale (R,G o B). Ognuno dei canali cromatici a questo livello della elaborazione è ancora incompleto avendo solo i segnali raccolti dai photodetectors e non anche quelli generati per interpolazione. Alcune fotocamere di alto livello producono file Raw con campionamento a 16 bpp (bpp=bit-per-pixel o, meglio, bit-per-photodetector) e, come si è visto, questa è una sola delle tre componenti del pixel. I software di elaborazione dei file RAW hanno la possibilità quindi di produrre file grafici RGB a 48 bpp (qui è perfettamente corretto ritenere b.p.p. come bit-per-pixel, perché, quando il file grafico è elaborato, ogni pixel contiene tutte e tre le componenti RGB necessarie per definire ogni elemento del pixel). Per questa elevatissima profondità colore il file si presta ad elaborazioni anche abbastanza spinte senza che la qualità e dettaglio di immagine degradino troppo. Si consideri che normalmente la generazione del file TIFF o del file JPG avviene a profondità colore di 24 bpp (che equivale ad 8 bpp per ognuno dei canali RGB) quindi per la stampa è normalmente richiesto un dettaglio cromatico (=profondità colore) molto minore.
Tale caratteristica tecnica dei file Raw permette una lavorazione in studio delle immagini senza alterarne la qualità. Ma non solo. L'utilizzo dei file RAW consente addirittura di apportare in un secondo momento con elaborazioni in studio dei miglioramenti significativi alla qualità dell'immagine scattata, potendo per esempio aggiustare il bilanciamento del bianco, ridurre eventuali aberrazioni cromatiche degli obiettivi, ottimizzare l'esposizione con un campo di variazione abbastanza elevato, applicare filtri antirumore, ecc.
È invece secondaria e fuorviante la ragione che vede nel file Raw la possibilità di compiere scatti in rapida successione (chiamata anche "funzione di scatto a raffica" delle fotocamere), anche perché tale funzione delle fotocamere viene svolta molto più rapidamente con altri formati come il JPG. Usando questa funzione infatti la fotocamera ha necessità di tenere in memoria i dati delle immagini scattate nella raffica. Quindi, per questo, occorre integrare nella fotocamera una sorta di memoria di servizio (buffer) dove parcheggiare le immagini prima della loro scrittura nella scheda di memoria. Poiché le immagini JPG, anche se composte in alta qualità, hanno una dimensione di circa 1/4 della stessa immagine in Raw, lo svolgimento di tale funzione non comporta l'impiego di una grande quantità di memoria interna. Quindi tale funzione in JPG è molto frequente trovarla nelle fotocamere anche di fascia medio-bassa. A questo proposito si consideri che il tempo di registrazione dell'immagine nella scheda di memoria è normalmente molto superiore a quello che impiega il processore d'immagine ad elaborare i dati grezzi in arrivo del sensore per formare l'immagine JPG. Dunque, complessivamente, il tempo impiegato dalla fotocamera per svolgere la funzione di scatto a raffica è comunque minore in JPG rispetto al formato Raw.
Nonostante queste caratteristiche della funzione che permette scatti in rapida successione, vi sono fotocamere professionali, semi-pro, e compatte-prosumer di fascia alta, che presentano questa possibilità di registrare immagini in Raw con scatto a raffica. Tale diffusione è stata agevolata dal progressivo calo di costo delle celle di memoria che ha reso economicamente vantaggioso aumentare questa memoria buffer interna alle fotocamere. Questo fatto ha reso disponibile la funzione di scatto in rapida successione anche in fotocamere digitali non professionali che comunque possiedono prestazioni tali da far valutare positivamente tale funzione. Va detto tuttavia che nonostante l'uso dello scatto a raffica non sia così frequente come lo scatto singolo, tale funzione è apprezzata dai professionisti e dai fotoamatori evoluti.
Inoltre tale funzione di scatto a raffica in Raw è conseguenza anche del miglioramento dell'elettronica delle fotocamere che ha reso più veloce le procedure di elaborazione e di trasferimento delle immagini.
Nell'utilizzo dei file Raw occorre tenere presente che:
- la memorizzazione di un file Raw ha una dimensione elevata dunque richiede più tempo per la sua registrazione nella scheda di memoria. Molto più rapida è la memorizzazione di un file JPG, registrato anche in alta qualià (dimensioni elevate del file). Questo comporta l'effetto finale secondo cui il tempo per registrare un file JPG è molto più basso rispetto a quello necessario per registrare un file Raw. E questo è valido anche se si considera che il processore d'immagine interno alla fotocamera spende un po' più di tempo per la formazione del file JPG a partire dai dati grezzi d'immagine.
- nel caso invece dello scatto a raffica (da tre in poi) i dati Raw delle immagini scattate in rapida successione vengono trattenuti in una memoria interna "di servizio" della fotocamera (buffer). Per svolgere questa funzione occorre però dotare la fotocamera di una sufficiente quantità di memoria interna che dovrà essere tanto maggiore quanto maggiore è la dimensione del file Raw e quanto maggiore è il numero degli scatti della raffica.

Una descrizione dettagliata dei file Raw si trova nella voce correlata Raw.

## Differenze

Fotocamera digitale di tipo reflex

Praticamente, in quasi tutti gli aspetti tecnici, ogni fotocamera digitale è esattamente identica alla fotocamera a pellicola, se non per il fatto che al suo posto usa un sensore elettronico. Questo acquisisce la stessa immagine ottica, che però viene convertita in segnali elettrici e poi in una sequenza di informazioni digitali, che verrà elaborata adeguatamente per formare un file di immagine adatto all'archiviazione. 
In particolare, per le macchine digitali vale come per quelle a pellicola e con lo stesso significato, la distinzione fra fotocamera compatta e reflex. Vi sono comunque formati di fotocamera chiamati "bridge“ che hanno caratteristiche funzionali e di qualità immagine estremamente vicine, o a volte superiori alle fotocamere reflex digitali di fascia bassa, pur avendo un obiettivo fisso come le compatte. All'inconveniente dell'ottica non intercambiabile alcuni produttori hanno ovviato introducendo in commercio fotocamere "bridge" con ottiche zoom con ampia escursione focale (da 28 mm equiv. fino a 400 mm equiv.) benché la qualità intrinseca di queste ottiche non possa raggiungere quella delle ottiche di maggior prestigio dedicate agli usi professionali.
La presenza di un obiettivo fisso rende dunque sicuramente meno flessibile l'uso della fotocamera in contesti applicativi diversi, ma in positivo c'è da registrare il fatto che non esponendo l'interno della fotocamera (e quindi il sensore) all'aria durante il cambio di obiettivo, si evita l'accumulo di polvere sul sensore, fatto questo che porta ad avere un degrado della qualità delle immagini riprese.

## Foto-videocamere
Ad esempio, AVI, MOV, RealMedia sono formati di file che vengono utilizzati dalla maggior parte delle fotocamere in commercio per realizzare piccole (e grandi) sequenze video. La durata dei video così prodotti è solitamente limitata (difficilmente superiore ad alcuni minuti se si impiega la limitata memoria interna), a causa degli algoritmi di compressione e dei codec video impiegati, semplici e quindi veloci (viste le ridotte capacità di calcolo dell'hardware presente), ma non particolarmente performanti in termini di compressione. Tale caratteristica è di facile realizzazione data la natura dell'architettura delle fotocamere digitali, ma non si deve pensare che tali filmati possano essere equiparabili a quelli prodotti da videocamere digitali o analogiche: le modalità di otturazione, il buffer utilizzato dal CCD, la natura del software della fotocamera e le tipologie di ottiche impiegate nelle prime generalmente non consentono di realizzare filmati comparabili con quelli prodotti dalle seconde. Le stesse risoluzioni dei filmati, solitamente derivati dalle risoluzioni VGA dei computer o da loro frazioni (640x480, 320x200, ecc.), rispetto a quelle delle videocamere (derivate dalle risoluzioni televisive), e un audio spesso con frequenze di campionamento molto ridotte, indicano un impiego pensato più per l'informatica e la pubblicazione via web che la produzione audiovisiva.
Tale limitazioni, seppur ancora molto diffuse, sono però in fase di riduzione: in alcuni dispositivi è stato predisposto un sistema di codifica tale per cui i filmati vengono direttamente compressi con algoritmi più efficienti (come il DivX), in grado quindi di rendere il sistema adatto a registrare filmati di maggiore durata. L'aumento delle dimensioni delle memorie esterne allo stesso tempo garantisce maggiore spazio a disposizione per i file video, indipendentemente che questi usino un algoritmo efficiente o meno (ovviamente nel primo caso il guadagno in tempo di registrazione è ancora maggiore). Recentemente si stanno diffondendo fotocamere di fascia alta in grado di riprendere in full HD nel codec H.264, con un bit/rate di 46Mb/s massima. I limiti sono ancora nella durata della registrazione (con simili bitrate anche le memorie di dimensioni maggiori sono insufficienti per filmati di lunga durata) e nell'ergonomia dell'impugnatura, non ideale per la stabilità di ripresa.
Prova del fatto che le fotocamere siano diventate quasi intercambiabili con le videocamere è il fatto che si cominciano a vedere le prime serie TV riprese in digitale con fotocamere, come è stato per esempio per l'ultimo episodio della sesta stagione di Dr. House - Medical Division, che è stato girato con una Canon 5D Mark II.

## Tendenze del mercato
Le vendite di fotocamere digitali tradizionali sono diminuite a causa dell'uso crescente degli smartphone per la fotografia quotidiana, che semplificano anche l'elaborazione e la condivisione delle foto tramite applicazioni e servizi web. Le "fotocamere-ponte", al contrario, hanno mantenuto la loro posizione grazie a funzioni che non si trovano nella maggior parte delle fotocamere degli smartphone, come lo zoom ottico e altre capacità avanzate. Anche le fotocamere reflex hanno lasciato il posto alle fotocamere mirrorless con obiettivi intercambiabili (MILC), che offrono la stessa dimensione del sensore in un corpo più compatto. Alcuni modelli di fascia alta utilizzano un sensore full-frame, come nelle fotocamere reflex professionali.
In risposta alla comodità e alla flessibilità delle fotocamere negli smartphone, alcuni produttori hanno rilasciato fotocamere digitali "intelligenti", che combinano le funzionalità delle fotocamere tradizionali e degli smartphone. Nel 2012, le aziende Nikon e Samsung hanno rilasciato Coolpix S800c e Galaxy Camera, le prime due fotocamere digitali con sistema operativo Android. Poiché questa piattaforma software è utilizzata in molti smartphone, esse possono integrarsi con alcuni degli stessi servizi (come allegati email, social network e siti di condivisione di foto) degli smartphone, e utilizzare altri software compatibili con Android.

## Integrazione con altri dispositivi
Molti dispositivi sono dotati di una fotocamera digitale integrata, tra cui, ad esempio, smartphone, telefoni cellulari, PDA e laptop. Le fotocamere integrate solitamente salvano le immagini in formato JPEG, anche se le fotocamere nella gamma di iPhone di Apple dal 2017 utilizzano il formato HEIC.
I telefoni cellulari con fotocamere digitali sono stati introdotti in Giappone nel 2001 dalla compagnia J-Phone. Nel 2003, i telefoni con fotocamera hanno superato le vendite delle fotocamere digitali autonome, e nel 2006 — delle fotocamere autonome sia analogiche che digitali. In cinque anni, sono stati venduti cinque miliardi di telefoni con fotocamera, e nel 2007 più della metà dei telefoni cellulari installati erano telefoni con fotocamera. Il picco delle vendite di fotocamere autonome è stato raggiunto nel 2008.